# Bârsana
Bârsana (in ungherese Barcánfalva) è un comune della Romania di 4 864 abitanti, ubicato nel distretto di Maramureș, nella regione storica della Transilvania. 
Il comune è formato dall'unione di 2 villaggi: Bârsana e Nănești.
Sul territorio di Bârsana si trova una chiesa lignea dedicata a San Nicola (Sfântul Nicolae), che fa parte del complesso delle Chiese lignee del Maramureș, patrimonio UNESCO.